# Cottage Grove (Oregon)
Cottage Grove is een plaats (city) in de Amerikaanse staat Oregon, en valt bestuurlijk gezien onder Lane County.

## Demografie
Bij de volkstelling in 2000 werd het aantal inwoners vastgesteld op 8445. In 2006 is het aantal inwoners door het United States Census Bureau geschat op 8859, een stijging van 414 (4,9%).

## Geografie
Volgens het United States Census Bureau beslaat de plaats een oppervlakte van 8,6 km², waarvan 8,5 km² land en 0,1 km² water. Cottage Grove ligt op ongeveer 210 m boven zeeniveau.

## Plaatsen in de nabije omgeving
De onderstaande figuur toont nabijgelegen plaatsen in een straal van 32 km rond Cottage Grove.